# Cassianus Bassus
Pour les articles homonymes, voir Bassus.
Cassianus Bassus surnommé Scholasticus est un agronome et écrivain grec mal connu dont l’œuvre est en grande partie à l’origine du recueil plus tardif connu sous le nom de Géoponiques. On ne connaît de lui que ce qui est dit dans ce recueil. Il était originaire de Maroton, lieu inconnu et que l’on a voulu chercher en Bithynie et même en Numidie. Le surnom de Scholasticus laisse penser, avec le plus de probabilité qu’il vivait vers le VIe siècle dans l’empire byzantin. 
On le présente souvent comme l’auteur d’un traité grec sur l’agriculture : Les Géoponiques qui sont une des seules encyclopédies rurales à nous être parvenue depuis l’Antiquité. L’histoire de l’élaboration progressive du texte est assez complexe. Dans leur dernier état, les Géoponiques ont été composées au Xe siècle sur l’ordre de l’empereur Constantin VII Porphyrogénète (913-959), à ce titre elles appartiennent au grand mouvement de compilation encyclopédique qui marqua le règne de cet empereur et le climat intellectuel de son époque. Cette compilation en vingt livres s’appuya essentiellement sur l’œuvre, antérieure de quatre siècles environ, de Cassianus et qui s’appelait Morceaux choisis sur l’agriculture. Cassianus lui-même n’avait fait qu’étoffer et réviser une compilation antérieure, la Collection (Synagoge) des pratiques agricoles écrite au IVe siècle par Vindonius Anatolius de Beyrouth, juriste et ami de Libanios.
Les Géoponiques ont été imprimées pour la première fois en 1539, et contient d’intéressants détails sur l’agriculture chez les anciens. La dernière édition commentée de cet ouvrage est celle de Johann Nicolaus Niclas (de), grec-lat., Leipzig, 1781 ; il a été traduit en français dès 1543 par s de Narbonne, et en 1812 par Charles Ambroise de Caffarelli du Falga. L’édition scientifique de référence est celle de Heinrich Beckh en 1895.

## Publications
- Les XX Livres de Constantin Cesar, ausquelz sont traictez les bons enseignemens d’Agriculture : traduictz en Francoys par M. Anthoine Pierre, licentié en droict, chez Jehan et Enguilbert de Marnef, 1543. Première traduction en français des Geoponica, traité d’agriculture publié d’abord en grec en 1539 (Bâle, d’après un manuscrit qui porte comme auteur le nom de l’empereur Constantin VII Porphyrogénète). Son traducteur français est un certain Antoine Pierre qui se disait aussi Pierre de Rieux (d’après son lieu d’origine) qui semble avoir résidé à Poitiers. L’auteur donne des conseils y des recettes de culture, de jardinage, d’élevage d’animaux domestiques ; gros bétail, basse-cour, travaux du métayer et du laboureur, recettes de cuisine : salaisons de lièvres, cerfs, pourceaux, recettes d’huiles, confiture d’olives, pain, légumes, miel, fromage, confection de la sauce appelée garum (très prisée des anciens et qui s’apparente à la sauce concentrée de poissons des Chinois). Les livres XIV et XX concernent la chasse et la pêche. D’autres chapitres parlent de la plantation et de la taille des arbres fruitiers, du jardinage, des herbes aromatiques et médicinales, des oliviers, des maladies des arbres, etc. La vigne est elle aussi abordée : les différentes sortes de vignes, viticulture, le pressoir, la place et la structure des tonneaux, la poix ; vendanges, œnologie, maladies et soins, vins poux, vins nouveaux, recettes pour les ivrognes, vins aromatiques : de roses, d’anis, de poires, de laurier, de fenouil, de sariette, de persil, d’hysope, de pommes, de miel ; recettes de vinaigre.
- Cassianus Bassus, Geoponica sive Cassiani Bassi Scholastici De Re Rustica Eclogae, Heinrich Beckh éd., Teubner, 1895 (1994).